# Maurizio I Pok
Maurizio (I) Pok (in ungherese Pok nembeli (I.) Móric; ... – dopo il 1235) fu un nobile ungherese vissuto nella prima metà del XIII secolo che fu gran dapifero reale e, grazie alla sua ascesa, confidente di Andrea II d'Ungheria.
Fu il capostipite della prestigiosa famiglia dei Meggyesi.

## Biografia

### Vice-palatino
Maurizio è il primo membro di cui si ha conoscenza della famiglia dei Pok e il suo rango sociale era quello di servitore reale (un uomo libero con dei possedimenti sottoposto soltanto all'autorità del monarca). Maurizio viene menzionato per la prima volta nei documenti medievali nel 1219. Operò in veste di vice-palatino nel periodo tra il 1220 e il 1221, sotto la prima parentesi come palatino di Nicola Szák, un riformista dell'epoca di grande spicco. Succedette a un certo Petus in questa posizione. Il nome di Maurizio viene riferito dal Regestrum Varadinense in varie occasioni in tale veste, ad esempio quando svolse la funzione di pristaldus (commissario o "ufficiale giudiziario") per conto del suo superiore in varie controversie giudiziarie e documenti dal valore legale. Ciò suggerisce che il palatino e i suoi vice amministrassero la giustizia nello stesso periodo, ma in territori lontani: mentre il palatino Nicola Szák si occupava dei casi nelle terre a est del fiume Tibisco, i suoi vice, tra cui Maurizio, operavano nel Transdanubio nel 1220. Maurizio viene indicato con varie formule onorifiche («vicepalatinus», «palatini comitis viceiudex», «vicecomes palatini comitis» o ancora «vicarius palatini comitis»), circostanza la quale indica che si trattava in realtà di una figura di recente istituita presso la corte reale e ancora dai confini nebulosi.
Gli succedette un certo Martino nel 1221, ma è altresì ipotizzabile che diverse persone – File Szeretvai, Petus, Maurizio e Martino – ricoprirono la carica parallelamente durante quegli anni. In seguito, Maurizio attestò la presenza di nuovi feudatari nel comitato di Sopron, dove divenne pristaldus per conto dello stesso re Andrea II nel 1220 e nel 1223 (quando fu introdotto da Simone d'Aragona nel possesso di Röjtökör).

### Ascesa sociale
I vari incarichi che ricoprì gli permisero di continuare il suo percorso di ascesa sociale. È plausibile che a lui (o a un suo antenato ignoto) fosse stato concesso di preservare gli antichi possedimenti di famiglia, tra cui l'omonimo insediamenti di Pok (o Puk), situato nei pressi di Giavarino, nell'Ungheria occidentale. Il suo nome deriva da Mórichida (letteralmente "Ponte di Maurizio"), che si trova nella stessa regione, dove egli fece erigere un ponte sul fiume Raab. Ebbe un figlio omonimo, Maurizio II, che divenne un influente consigliere di re Béla IV d'Ungheria dopo l'invasione mongola del 1241, e la sua famiglia crebbe rapidamente fino a diventare una delle più potenti d'Ungheria. Il ramo Mórichida della discendenza e il suo ramo cadetto, i Meggyesi, provennero da lui. Il nipote di Maurizio I era l'influente signore provinciale Nicola Pok, che acquisì domini su larga scala nella Transilvania settentrionale e nella Rutenia subcarpatica a cavallo tra il XIII e il XIV secolo. Maurizio I ebbe anche altri due figli, Giovanni – un cortigiano di Béla, duca di Slavonia – e Ded. Non è chiaro se Amedeo Pok, vescovo di Giavarino, o Tommaso Pok, gran scudiero, fossero figli di Maurizio I.
Nel giro di un decennio, Maurizio I divenne un nobile stabilmente attivo presso la corte reale di Andrea II. Il 20 agosto 1233, fu nominato gran dapifero mentre si trovava con il re nelle foreste di Bereg, dove Andrea II eseguì il cosiddetto giuramento di Bereg. In quell'occasione, il sovrano si impegnò a non impiegare ebrei e musulmani (böszörmény) per amministrare le entrate della corona. Dal 1234 fu inoltre designato ispán del comitato di Moson, preservando entrambe le ultime cariche menzionate fino al 1235. Verso l'autunno, gli succedette Michaele Bána in ognuno dei due ruoli. È possibile che Maurizio fosse già morto, o che quanto meno avesse perso completamente la sua influenza politica, quando il figlio e avversario di Andrea, Béla, aveva praticamente già assunto il controllo del paese prima della morte del padre malato, avvenuta a settembre. Secondo il contemporaneo Ruggero di Puglia, Béla IV destituì e punì molti dei più stretti consiglieri del padre dopo la sua incoronazione, compreso forse Maurizio.